# Johanna Bönninghaus
Johanna Bönninghaus (* 22. Dezember 1978) ist eine deutsche Schauspielerin.

## Leben
Bönninghaus besuchte von 1998 bis 2002 eine Schauspielschule in Köln, debütierte 2000 in Köln als Eve im  Lustspiel Der zerbrochne Krug von Heinrich von Kleist unter der Regie von Meinhard Zanger und gewann mit dieser Darstellung 2001 den Kölner Theaterpreis „Puck“ als beste Nachwuchsschauspielerin. Sie spielte von 2002 bis 2005 am Hessischen Landestheater Marburg.
Bekannt wurde Bönninghaus vor allem durch ihre Rolle in der Telenovela Rote Rosen, in der sie im Jahr 2007 die Gartenarchitekturstudentin Franziska Lutter spielte. Im Kino war sie in Der Baader Meinhof Komplex (2008) zu sehen. Von Mai 2010 bis September 2011 war sie als Lena Zastrow in der ARD-Telenovela Sturm der Liebe zu sehen.

## Filmografie
- 2007: SOKO Köln (Fernsehserie, Folge: Sondereinsatz)
- 2007: Rote Rosen (Fernsehserie, 94 Folgen)
- 2008: Der Baader Meinhof Komplex
- 2008: 112 – Sie retten dein Leben (Fernsehserie, 1 Folge)
- 2010–2011: Sturm der Liebe (Fernsehserie, 236 Folgen)